# トゥパック・ワルパ
トゥパック・ワルパ（英: Tupac Huallpa、ケチュア語: Tupaq Wallpa＝幸福で高貴な者、1510年頃 -1533年、在位：1533年）は、名目上インカ帝国の14代皇帝。父は11代皇帝ワイナ・カパック（Huayna Capac）。兄に12代ワスカル（Huascar）、13代アタワルパ（Atahualpa）、弟に15代マンコ・インカ・ユパンキ（Manku Inka Yupanki）がいる。ただし一説によると、マンコ・インカ・ユパンキはワイナ・カパックの子ではなく下級貴族出身ともいう。
ペルーのスペイン征服期においてコンキスタドールのフランシスコ・ピサロによって擁立された、傀儡インカ皇帝である。実質的に最後の皇帝であったアタワルパの死後、スペインの征服者たちは、現地人にインカによる統治がまだ続いていると思わせるため、傀儡としてトゥパック・ワルパをインカの支配者に任命し、荘厳な承認式を挙げ即位させた。彼と彼の親族は、スペイン人が彼を利用してペルーを統治し、彼の国の金銀財宝を収奪していることを知らなかった。
即位後間もない1533年、ハウハにおいて、天然痘により死亡した。そのため、歴代インカ皇帝に入れない見解もある。